# Carrosserie

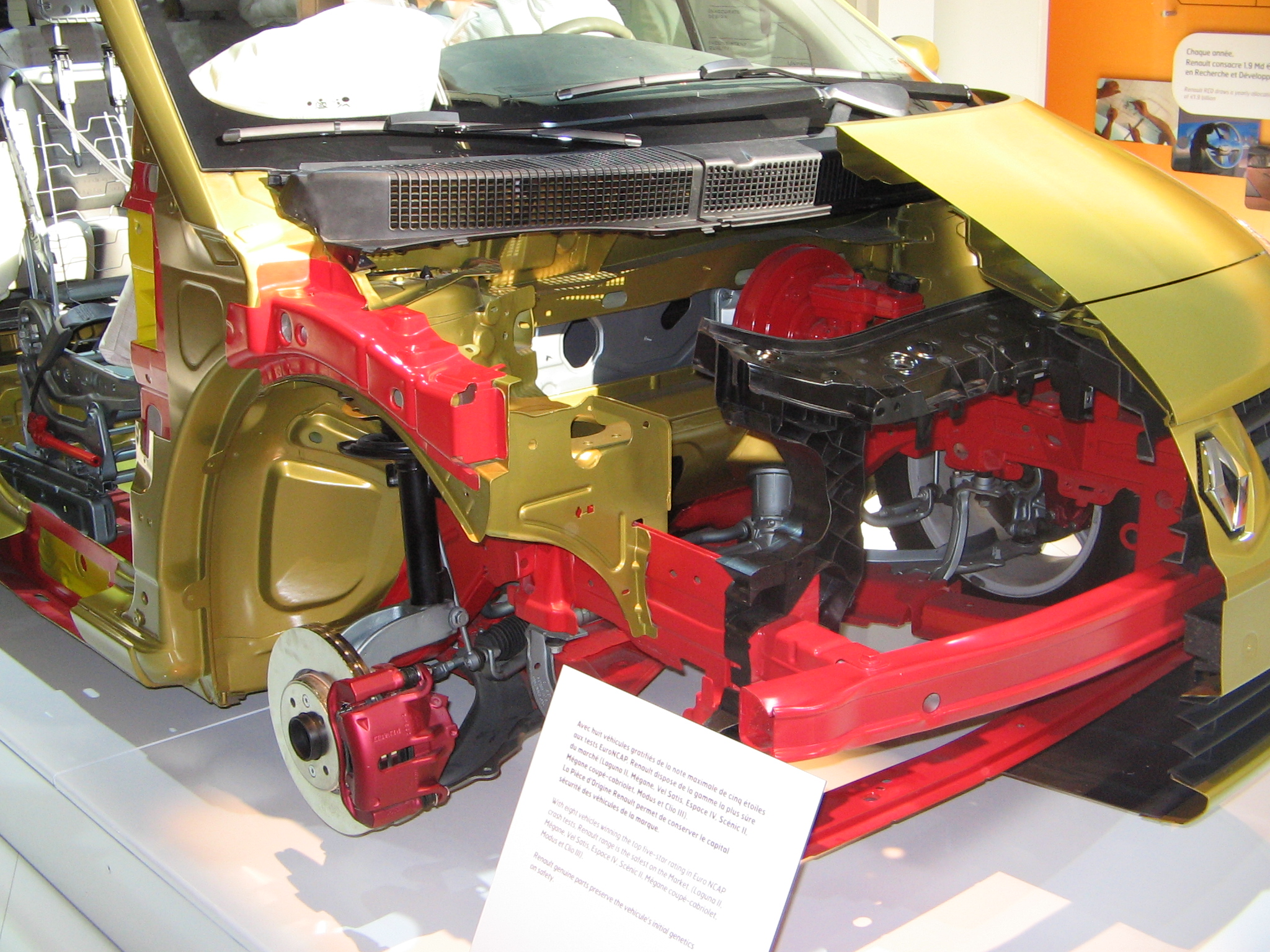
Renault Scenic, in rood de veiligheidsdelen van de carrosserie

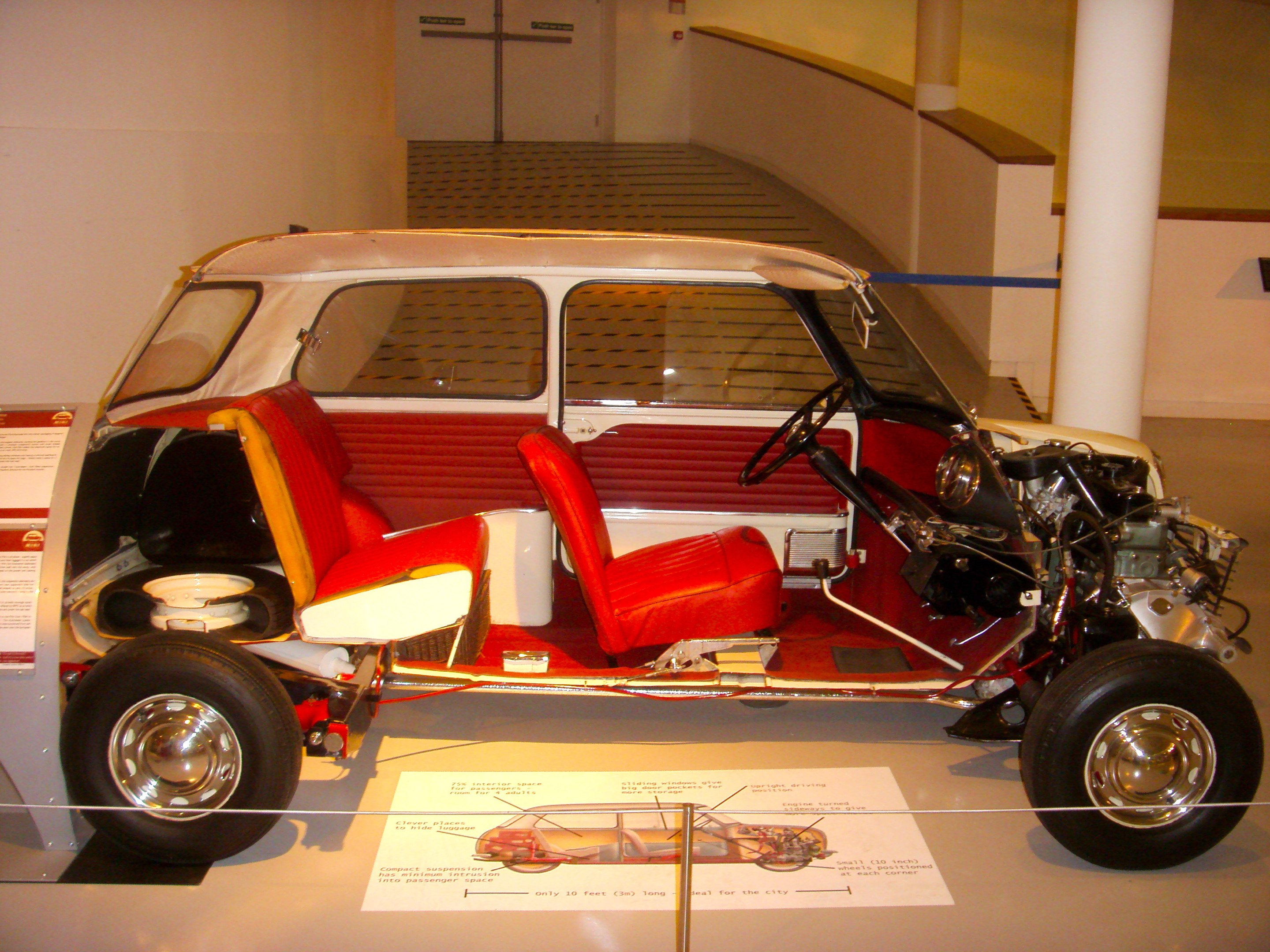
Opengewerkt model van de eerste Mini, de revolutionaire auto uit 1959. Deze verenigde als eerste de kenmerken die nu vrijwel universeel zijn in de massamarkt: compact dwarsgeplaatste motor voor maximale binnenruimte, zelfdragende carrosserie, de wielen zo ver mogelijk op de hoeken van de auto, voorwielaandrijving. Vrijwel alle techniek zit voorin, zodat de auto een vlakke vloer heeft.

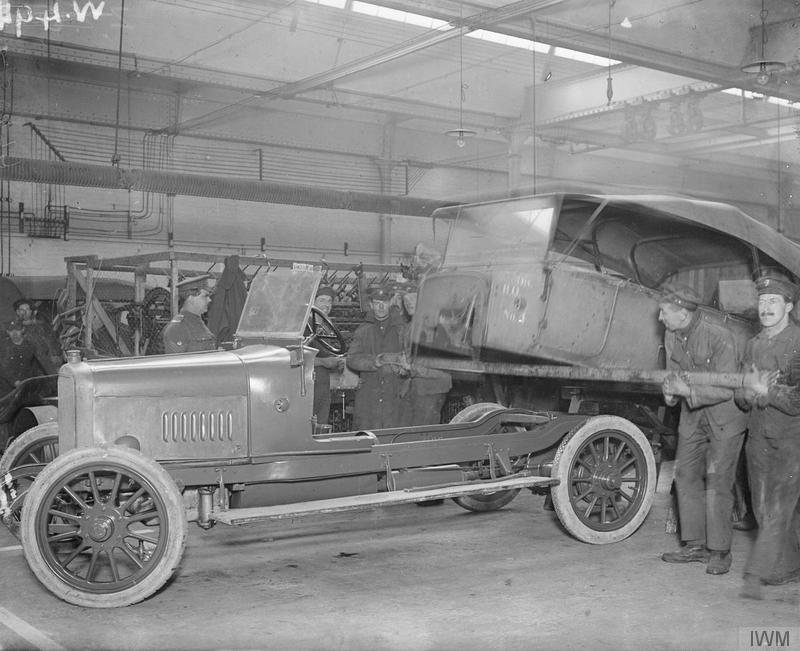
Het 'huwelijk' van carrosserie en chassis (foto uit Eerste Wereldoorlog)

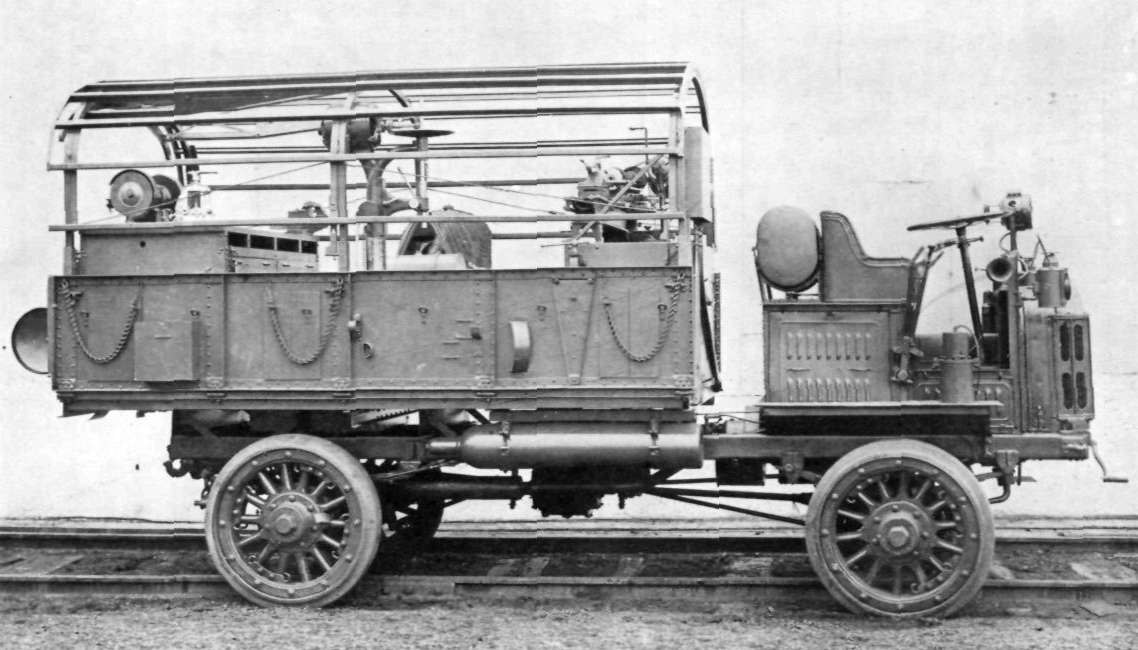
Een reparatiewagen voor artillerie van het Amerikaanse leger, vrijwel zonder carrosserie

De carrosserie is het koetswerk van een motorvoertuig (auto of bus), ruwweg de bovenbouw, dat wil zeggen de constructie zonder onderdelen als de motor, de wielen, de aandrijflijn, en het interieur (met name de zitplaatsen). Bij de allereerste auto's en bij utiliteitsvoertuigen was er soms nauwelijks sprake van een carrosserie, bijvoorbeeld bij de Benz Motorwagen.

## Zelfdragend of op chassis
Vaak wordt de carrosserie op het chassis geplaatst en de vereniging van die twee wordt wel aangeduid als het 'huwelijk'. Van de beginjaren van de auto tot na de Tweede Wereldoorlog was dit de gangbare bouwwijze, en voor zware vrachtwagens is dat nog steeds zo. Hedendaagse auto's hebben gewoonlijk echter een zelfdragende carrosserie, zonder apart chassis. De carrosserie is dan zo stevig uitgevoerd dat het onderstel, de aandrijflijn en de stoelen daar direct op gemonteerd kunnen worden. Dit is een zeer compacte bouwwijze, die de ontwerper grote vrijheid laat in de plaatsing van de componenten. De onderbouw bestaat namelijk uit plaatwerk, dat in vorm geperst kan worden om ruimte te maken voor het reservewiel, de achterbank, de accu of andere lastige onderdelen. Ook sportwagens worden zelfdragend gebouwd, omdat zo'n constructie veiliger en lichter is dan een chassis met aparte carrosserie. Een speciaal zelfdragend type is de monocoque, waarbij het geheel als één schaal wordt gebouwd.

## Carrosseriebouwers
In de begintijd van de auto was het gebruikelijk dat men een chassis kocht, waarna dit door een carrosseriebouwer van een koetswerk werd voorzien. Het chassis bepaalde dan het merk, maar bij beroemde carrosseriebouwers werd ook hun naam vermeld. Zo wordt een Rolls-Royce met een opbouw van de gerenommeerde firma H. J. Mulliner & Co. aangeduid als Mulliner-Rolls-Royce.
Bij autobussen en met name vrachtwagens is een aparte opbouw door een specialist nog steeds gebruikelijk. Ook bij bestelwagens is het vaak mogelijk een chassis met cabine te kopen en te laten voorzien van een opbouw volgens eigen wensen of eisen. Dit is mede vanwege het grote scala aan gebruiksdoelen voor vracht- en bestelauto's.

## Materiaal
De moderne carrosserieën zijn overwegend gemaakt van staal, hoewel aluminium, kunststoffen en vezelversterkte kunststoffen in opmars zijn. In het begin van de autoproductie werd ook hout verwerkt. De druk om duurzaam te produceren leidt in de 21e eeuw tot materialen die versterkt zijn met plantaardige vezels, met name hennep. Anno 2018 is dit in een experimenteel stadium.

## Geschiedenis en indeling
Het woord carrosserie is ouder dan de auto zelf en stamt uit de tijd dat de koets (Frans: carrosse) nog het straatbeeld bepaalde. Er zijn een aantal carrosserievormen, die oorspronkelijk ook uit de koetsbouw stammen. Zo is de basisvorm coach, wat letterlijk 'koets' betekent. Koetsvormbenamingen zijn niet bijzonder strikt en er zijn een aantal grijze gebieden waar in spreektaal of geografisch gezien afwijkende criteria worden gehanteerd.

### Coach
De coach is de basiskoetsvorm, met aan weerszijden een deur, en minimaal vier zitplaatsen, verdeeld over meer dan een zitrij. In de automobielindustrie is dit de tweedeurs carrosserie, met A-, B- en C-stijlen, en een ruime aparte kofferbak. De coach wordt soms ook met sedan aangeduid.

### Sedan / Berline
Dit is een vierdeursvariant van de coach. Sedan is de meest gebruikte naam maar in sommige landen spreekt men van een berline, naar de gelijknamige paardenkoets uit Berlijn. Om aan vier deuren plaats te bieden, waren sedans oorspronkelijk groter dan coachmodellen, maar een moderne sedan is net zo groot als de coachvariant.

### Coupé
De coupé is oorspronkelijk een sportieve compactere versie van de coach, waarbij de B-stijl soms komt te vervallen. Het sportieve uiterlijk wordt vaak gerealiseerd door de achterruit vlakker te plaatsen en het dak lager. Soms staat ook de voorruit vlakker. Door de compacte vorm heeft de tweede zitrij minder ruimte. Vaak is ook de kofferruimte beperkt. Bekende Amerikaanse voorbeelden zijn de Ford Mustang en Buick Riviera. In Europa werden de Fiat 850 coupé en de DAF 55/66 coupé volgens dit stramien gebouwd. De coupé is niet noodzakelijk afgeleid van andere carrosserievormen; vooral bij supersportwagens en luxe GT's is de coupé vaak de enige of de hoofdvariant, zoals bij de meeste modellen van Aston Martin en Maserati. Ook in de lagere klassen komen zelfstandige ontwerpen voor. Zo is de Ford Capri technisch vrijwel gelijk aan de Ford Taunus, maar qua uiterlijk is er weinig overeenkomst.

### Hatchback
De hatchback is een coach met grote achterklep (Engels "hatch" betekent 'klep') of deur, die tot boven de achterruit doorloopt. De kofferruimte en de zitplaatsen zijn niet strikt gescheiden, mede omdat de achterbank neerklapbaar is. Door de grote klep, en doordat er geen schutbord is tussen kofferruimte en zitplaatsen, is deze bouwwijze minder stijf dan andere vormen. Dit is een van de redenen waarom auto's met hatchbackachtige vormen soms toch een kleinere achterklep en een aparte kofferbak hadden, bijvoorbeeld de Austin Allegro en de Alfa Romeo Alfasud. Deze vormen worden soms aangeduid met het Engelse begrip notchback. De Citroën Dyane was een hatchback-variant van de Eend, de Citroën 2CV.
In bochten en bij hobbels kan een hatchback gaan wringen en schuren. Dat is hoorbaar in kraakjes en piepjes en vergroot de kans op roestvorming. Ook het weggedrag lijdt hieronder. Versterkingsbalken verhelpen deze problemen, maar zijn niet alleen duur, maar ook zwaar. Daarom zijn supersportauto's zelden of nooit als hatchback uitgevoerd.
Franse autofabrikanten waren voorlopers in deze bouwwijze, met de Citroën Traction Avant, Renault 6 en 16 en de Simca 1100 als voorbeelden. Hatchbacks werden vroeger wel gebaseerd op vormen als de sedan (vijfdeurs hatchback) of de coach of coupé (driedeurs hatchback). Vanwege zijn praktische voordelen is de hatchback in West-Europa met grote afstand de populairste vorm. Andere vormen worden in de 21e eeuw eerder afgeleid van de hatchback dan andersom.

### Stationwagen / Estate / Break
De stationwagen is een hatchback met een kofferruimte die aanzienlijk groter is dan normaal, waarbij het dak tot een stuk boven de laadruimte doorloopt. Door de grote laadruimte is deze carrosserievorm overwegend op de coach of de sedan gebaseerd. Wanneer de stationwagen op een coupé is gebaseerd is wordt hij vaak als touring of tourer aangeduid. De stationwagen ontleent zijn naam aan het feit dat deze vroeger werd ingezet om reizigers met hun bagage vanaf een station naar de eindbestemming te transporteren. Naast de genoemde benamingen hebben veel merken voor een eigen benaming gekozen (combi, variant, avant etc.).
Een specifiek model stationwagon is de shooting brake die speciaal voor de jacht is ontwikkeld. Het woord "brake" zou afkomstig zijn van het Nederlandse woord brik; een shooting brake is dus een "jachtkar".

### Bestelwagen / Van
Dit is een hoge stationwagen, waar de nadruk op de laadruimte en laadvermogen ligt. De basisuitvoering telt meestal maar één zitrij. De stoelen zijn relatief recht en hoog, en de carrosserievorm is bedoeld om bedrijfsmatig goederen af te leveren. De laadruimte van een bestelwagen is toegankelijk door meerdere grote deuren of een laadklep, om het laden en lossen te vergemakkelijken.
In de volksmond wordt dit type vaak 'bus' of 'busje' genoemd; bijvoorbeeld "een VW-bus".

### MPV
Een multi-purpose vehicle (MPV) is een bestelwagenachtige carrosserievorm waarbij de nadruk ligt op comfortabel personenvervoer, met de mogelijkheid een of meerdere zitrijen te verwijderen om zodoende een naar behoefte grotere laadruimte te verkrijgen, zodat het voertuig voor meerdere doelen kan worden ingezet. Door de grootte kunnen hier meestal 6-9 personen in vervoerd worden.

### Cabriolet / Convertible
De cabriolet is een carrosserievorm gebaseerd op een coach, waarbij het dak geheel verwijderd, weggevouwen of weggeklapt kan worden.

### Limousine
De limousine is gebaseerd op een sedan, waarbij de eerste zitrij voorbehouden is aan de bestuurder, en gescheiden is of kan worden van de passagiersruimte. De passagiersruimte biedt veel comfort en ruimte, en enige mate van privacy. Om aan meer passagiers ruimte te bieden kan de limousine verlengd zijn. Dit type wordt vaak aangeduid met de Amerikaanse term stretched limo (verlengde limousine).

### Landaulet / Landaulette
Een landaulet is een model limousine, waarbij enkel het passagiersgedeelte als cabriolet is uitgevoerd. De naam vindt zijn herkomst in de Landauer; een rijtuig met zijn origine in Landau in der Pfalz.